# Desmeocraera zombae
Desmeocraera zombae är en fjärilsart som beskrevs av Sergius G. Kiriakoff 1958. Desmeocraera zombae ingår i släktet Desmeocraera och familjen tandspinnare. Inga underarter finns listade i Catalogue of Life.